# Zilvermeer (Blerick)
Het Zilvermeer is een vijver in de wijk Vastenavondkamp in Blerick, in de Nederlandse gemeente Venlo. Het ligt in het noordwesten van de wijk, aan de rand met de N556. 
Het gaat om een kunstmatige plas, met een oppervlakte van 1 ha. Toen de plas werd aangelegd, zakte het grondwaterpeil in de nabijgelegen buurtschap Wassum. Aan de plas wordt gevist op karperachtigen.